# Certallum
Certallum — род жуков-усачей из подсемейства настоящих усачей.

## Описание
Вершины средних тазиков снаружи открыты. Первый стернит брюшка лишь немного короче прочих стернитов, вместе взятых. Переднеспинка с боковым бугорком и мозолями на диске.

## Систематика
В составе рода:
- Certallum ebulinum (Linnaeus, 1767)
- Certallum martini Sama, 1990
- Certallum thoracicum Sharp, 1880